# 拉脫維亞-蘇俄和平條約

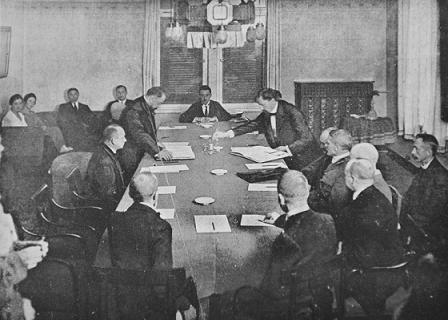
拉脱维亚和苏俄双方代表正在签署条约，摄于1920年

拉脫維亞-蘇俄和平條約，又稱里加和約，是1920年8月11日拉脫維亞和蘇俄之間簽訂的和平條約，隨著這一條約簽訂，拉脫維亞獨立戰爭結束/條約第二條規定蘇俄在未來永遠承認拉脫維亞獨立。